# Televizori
"Televizori" je singl-ploča hrvatskog rock sastava Prljavo kazalište, objavljena 1978. godine u izdanju Jugotona. Ova singl ploča je prvo diskografsko izdanje grupe i sadrži tri pjesme koje su autorski potpisane kao zajednički uradak grupe. Producent ploče je Vedran Božić.
Iako su na omotnici singla promovirali punk, zvuk ploče u mnogome podsjeća na tradicionalni rock.
Ploču je odsvirala početna, osnivačka postava Prljavog kazališta, u sljedećem sastavu:
- Davorin Bogović, vokal
- Jasenko Houra, ritam gitara i prateći vokal
- Zoran Cvetković, solo gitara
- Ninoslav Hrastek, bas-gitara
- Tihomir Fileš, bubnjevi

## Sadržaj ploče

### Strana A
- Televizori
- Majka

### Strana B
- Moje djetinjstvo

Pjesma "Televizori" je po kvaliteti jedan od najznačajnijih uradaka Prljavog kazališta, ali je ubrzo nakon objavljivanja pala u zaborav. Razloge tome treba tražiti u tome što je grupa nakon objavljivanja ovog singla prešla iz Jugotona u Suzy, te ova pjesma nije uvrštena na njihov prvi album.
Pjesma je ponovno objavljena 1989. godine na kasetnoj verziji uživo albuma Sve je lako kad si mlad – live (na D strani, na kojoj se nalaze studijski bonusi iz perioda kada je pjevač grupe bio Davorin Bogović) i 2001. godine na kompilaciji Sve je lako kad si mlad '77-'99 (na prvom od četiri CD-a).